# Томас, Нед
Нед То́мас (англ. Ned Thomas), полное имя — Э́двард Мо́рли То́мас (англ. Edward Morley Thomas; 11 июня 1936, Литтл Ливер, графство Ланкашир, Великобритания) — английский и валлийский писатель, литературный критик, литературовед. Историк современной английской поэзии. Представитель национального возрождения Уэльса и сторонник возрождения валлийского языка. Основатель и главный редактор международного валлийского журнала «Planet». Главный редактор журнала «Англия», выходившего в Советском Союзе. Преподаватель английской литературы в колледже Уэльского университета в Аберистуите.

## Биография
Будучи валлийцем, получившим образование в валлийской школе, Нед Томас, тем не менее, значительную часть своего детства провёл в Европе, преимущественно в Германии. Он окончил Оксфордский университет, где его преподавателем был Джон Бейли, профессор английской литературы, писатель и художественный критик, муж писательницы Айрис Мёрдок, читал лекции в МГУ в 1960-е годы, в университете Саламанки. Некоторое время был журналистом лондонской газеты «Таймс». В 1965 году вышла первая книга Неда Томаса, посвящённая творчеству Джорджа Оруэлла.
В работах Неда Томаса неизменно заинтересованное отношение встречает творчество Чарльза Диккенса, Льва Толстого, Фёдора Достоевского, Генриха Бёлля, Германа Гессе, Габриэля Гарсия Маркеса, Хорхе Луиса Борхеса, Марселя Пруста, У. Б. Йейтса, Бориса Пастернака, африканских и карибских писателей Дерека Уолкотта, Нгуги, Чинуа Ачебе. Его постоянным признанием пользовалось творчество поэтов Уэльса Дилана Томаса и Р. С. Томаса. Нед Томас свободно владеет несколькими европейскими языками. Его работы выходили как на английском, так и на валлийском, русском, испанском языках. Биограф писателя Грег Хилл отмечает, что трудно себе вообразить большего интернационалиста в прошлом и в будущем, нежели Нед Томас.

### Нед Томас и культура Уэльса
В 1969 году Нед Томас переехал в Уэльс, где посвятил себя изучению и пропаганде валлийского языка и литературы. В 1970-е годы он работал преподавателем английской литературы в Университетском колледже Уэльса в Аберистуите. Там он создал спецкурс «Англо-валлийской литературы», в преподавании которого принимал участие валлийский поэт и критик Джереми Хукер Книга 'The Welsh Extremist' (1971) представляет собой серию очерков о важнейших фигурах литературного горизонта Уэльса. Книга знакомит читателя с аргументами в защиту валлийской национальной идеи, исходящими от различных валлийских организаций и объединений, таких, как «Общество валлийского языка», и других.
В августе 1970 года он основал валлийский международный журнал на английском языке 'Planet' («Планета»). Это стало возможным благодаря тому, что в 1967 году функции Совета по делам искусств Великобритании в Уэльсе были переданы Совету по делам искусств Уэльса. Журнал выходил раз в два месяца. В 1977 году издание стало называться «Планета: валлийский интернационалист» ('Planet: the Welsh Internationalist').
Однако в 1979 году, после референдума 1 марта, на котором валлийцы высказались против деволюции Уэльса, Нед Томас, разочаровавшись в итогах пропаганды валлийской культуры, решил прекратить издание журнала. Он считал, что положительные итоги голосования будут означать поддержку идей журнала и, соответственно, необходимость более частого выхода «Планеты», а отрицательный результат референдума будет означать ненужность журнала вообще. Тем не менее, в 1985 году он возобновил издание «Планеты» и оставался редактором журнала до 1990 года, когда покинул Аберистуит и переехал в Кардифф. Журнал выходит по настоящее время, всего вышло свыше двухсот номеров журнала. После ухода Неда Томаса сменилось четыре редактора журнала, но как и прежде, издание объединяет лучшие творческие силы Уэльса.
Нед Томас автор многочисленных работ по валлийской литературе. По мнению Грега Хилла, Нед Томас находится в центре культурной жизни Уэльса. Впоследствии он руководил Университетом печати Уэльса. В настоящее время Нед Томас является президентом Института Mercator при валлийском университете в Аберистуите, ведущего исследования в области языка и литературного перевода. Он является также владельцем компании 'Cwmni Dyddiol Cyf', которая поставила перед собой амбициозную задачу по выпуску первой в мире ежедневной газеты на валлийском языке 'Y Byd' («Мир»). Первые попытки в этом направлении были предприняты в начале 2008 года, но тогда инициаторы газеты натолкнулись на недостаток финансирования из бюджета правительства Уэльса, утверждаемого Национальной ассамблеей Уэльса. 15 февраля 2008 года Нед Томас объявил, что планы по выпуску газеты отложены на неопределённое время в ожидании появления альтернативных вариантов для финансирования будущей газеты.
В 2011 году автобиография Неда Томаса на валлийском языке 'Bydoedd' была удостоена звания «Книги года Уэльса».

### Работа в журнале «Англия»
В 1960-е годы Нед Томас стал главным редактором журнала «Англия», выходившего с 1962 года до конца 1980-х годов по англо-советскому межправительственному соглашению. В конце 1960-х годов он оставил редакторский пост, но по-прежнему знакомил читателей «Англии» с новинками английской литературы. В 1970-х — начале 1980-х годов в «Англии» был напечатал цикл статей о ведущих современных британских поэтах. В них он познакомил советского читателя с творчеством Тома Холта, Филипа Ларкина, Шеймаса Хини, Стиви Смит, Роналда Стюарта Томаса, сэра Джона Бетчемана, Элизабет Дженнингс. Все статьи он сопроводил стихами этих поэтов на английском языке и в собственном свободном ритмическом переложении на русский язык.
Помимо литературоведческих работ Нед Томас поместил в журнале несколько обзорных статей, где рассказал советским читателям особенности английского книгоиздания и книжной торговли, изучения иностранных языков в Великобритании, в том числе русского языка. Он публиковал отзывы о фильмах-экранизациях литературных произведений, интервью с Айрис Мёрдок, заметки «Из записной книжки редактора». В своих статьях он делился с советскими читателями воспоминаниями и впечатлениями о времени пребывания в Советском Союзе на преподавательской работе в Московском государственном университете. Так, например, по поводу повести Валентина Катаева «Белеет парус одинокий» (которую он назвал романом), Нед Томас писал, что это книга, «к которой я питаю особую нежность за то удовольствие, которое она доставляла мне даже в то время, когда, изучая русский язык, я бился над каждым абзацем».

### Библиография статей на русском языке

Будучи славистом, Нед Томас вёл разговор с советскими читателями о распространении русского языка в Великобритании. «Англия», 1968, № 28